# Антун Најжер
Антун Најжер (Одрански Обреж, 5. јун 1899 − 18. септембар 1946) је био усташа, ратни злочинац и управник Дечјег логора у Сиску. По занимању био лекар. Испрва је радио у Сиску, а након рата у Суњи.
По сопственом признању, док је био управник дечјег логора у Сиску угушио је већи број деце, а убијао их је и убодима затрованим инјекцијама. Логорска управа на челу с њим не само да је игнорисала лоше стање деце, већ га и подстицала мешањем здраве и болесне деце, слабом исхраном, отуђивањем хране и постељине, неадекватним смештајем те можда тровањем. Нису само козарачка деца била у логору у Сиску. У Сиску је био сабирни логор у којем су жене, мушкарци, деца из околних села Баније и Кордуна одведена из својих домова у логор у Сиску и тамо су их под заповедништвом др Најжера селектирали.
Због ових злочина, Најжер је септембра 1946. осуђен на смрт стрељањем. Окружни суд Баније га је испрва осудио 15. маја 1946. године због почињеног ратног злочина на казну робије с присилним радом од 20 година. Врховни суд Хрватске у Загребу преиначио је ову одлуку у смртну казну, коју је потврдио и Президијум Народне скупштине ФНРЈ у Београду.